# Уразметьево (Татарстан)
Уразме́тьево (тат. Уразмәт) — село в Муслюмовском районе Республики Татарстан, административный центр Уразметьевского сельского поселения.

## Этимология названия
Топоним произошел от антропонима «Уразмәт».

## География
Село находится в верховье реки Сикия, в 35 км к северо-востоку от районного центра, села Муслюмово.

## История
В окрестностях села выявлен археологический памятник – Уразметьевская стоянка (эпоха поздней бронзы).
Современное село основано не позднее 1735 года (по другим данным – в 1727 году).
В XVIII–XIX веках жители относились к категориям башкир-вотчинников и тептярей. Основными занятиями жителей в тот период были земледелие и скотоводство, также были распространены пчеловодство, подённый промысел.
Во время Крестьянской войны 1773–1775 годов жители села активно выступили на стороне повстанческой армии Е.И.Пугачёва.
В «Списке населенных мест по сведениям 1870 года», изданном в 1877 году, населённый пункт упомянут как деревня Уразметева 1-го стана Мензелинского уезда Уфимской губернии. Располагалась при речке Сикие, по правую сторону почтового тракта из Мензелинска в Бирск, в 50 верстах от уездного города Мензелинска и в 16 верстах от становой квартиры в деревне Поисева. В деревне, в 114 дворах жили 668 человек (351 мужчина и 317 женщин, тептяри), были мечеть, училище, водяная мельница. Жители занимались земледелием, скотоводством.
В этот период земельный надел сельской общины составлял 372,1 десятин.
До 1920 года село входило в Амикеевскую волость Мензелинского уезда Уфимской губернии. С 1920 года в составе Мензелинского кантона ТАССР. 
В 1923 году в селе открыта школа.
С 10 августа 1930 года – в Муслюмовском, с 10 февраля 1935 года – в Калининском, с 12 октября 1959 года – в Муслюмовском, с 1 февраля 1963 года – в Сармановском, с 12 января 1965 года в Муслюмовском районах.

## Население
| 1795 | 1816 | 1859 | 1870 | 1884 | 1897 | 1906 | 1920 | 1926 | 1938 | 1949 | 1958 | 1970 | 1979 | 1989 | 2002 | 2010 | 2017 |
| ---- | ---- | ---- | ---- | ---- | ---- | ---- | ---- | ---- | ---- | ---- | ---- | ---- | ---- | ---- | ---- | ---- | ---- |
| 376  | 189  | 578  | 668  | 773  | 758  | 892  | 1117 | 994  | 938  | 694  | 678  | 711  | 524  | 358  | 318  | 278  | 255  |

Национальный состав села: татары.

## Экономика
Жители занимаются полеводством, мясо-молочным скотоводством.

## Объекты образования, медицины и культуры
В селе действуют клуб (с 1954 года), библиотека (с 1954 года), фельдшерско-акушерский пункт.

## Религиозные объекты
Мечеть «Азхат» (с 2007 года).